# Planina, Postojna
Planina (it. Planina di Carso, Planina di Postumia), srednjeveški »Alben«, v starejših virih tudi »Planina pri Rakeku«, je razpotegnjeno, več kilometrov dolgo, obcestno vendar tudi gručasto naselje v Notranjskem podolju, ki upravno spada pod Občino Postojna.

## Opis naselja
Naselje leži na jugozahodnem robu kraškega Planinskega polja, ob vznožju Planinske gore z vrhom Grmada (873 m.n.m.) in je razloženo na obeh straneh lokalne ceste, vse 
do vznožja cestnih serpentin (t.i. »Kačje ali Planinske ride«), ki se vzpenjajo do Postojnskih vrat, s katerih se cesta spusti v Postojnsko kotlino, proti Nanosu, Senožečam in naprej čez Kraški rob proti Tržaškemu zalivu. 
Naselje Planina danes sestavljata Dolnja in Gornja Planina ter Kačja vas, novejše naselje stanovanjskih hiš, vse ob cesti proti Postojni. Na nasprotni, vzhodni strani Planinskega polja, preko reke Unice, so ostanki porušenega baročnega dvorca Hošperk, vmes pa zaselek Malni, kjer so v zatrepni dolini močni kraški izviri, iz katerih se z vodo oskrbuje Postojna. Pod Kačjo vasjo izvira reka Unica, ki priteče iz Planinske jame. Pod jamo so ostanki Malega gradu, v ruševinah že v 18. stoletju, od njega je ohranjen zgolj okrogel Ravbarjev stolp, z gotsko kapelo v nadstropju.

## Zgodovina
Prometna pot med morjem in notranjostjo je tod potekala že v predrimski dobi.

### 13. stoletje
Leta 1217 se naselje omenja kot trg, z mitnico Goriških grofov, leta 1300 pa kot trg Unec, saj je bil bližnji grad Hošperk v zgodovinskih virih prvič omenjen kot grad Unec (castrum Moevntz) leta 1295.

### 17. stoletje
Nekdanji dvorec Hošperk je bil zgrajen v začetku 17. stoletja in s strani partizanov požgan med drugo svetovno vojno, 27. marca 1944.
V 17. stoletju je trg prejel od cesarja Ferdinanda II. pravico do sobotnega sejma, pa tudi pravico do letnega živinskega sejma na praznik Sv. Marjete.

### 19. stoletje
Glavno cesto Dunaj-Trst so pričeli graditi leta 1830 in je pomembno pripomogla k razvoju Planine, vzdolž nje so zrasle mogočne trške hiše iz tega obdobja, s širokimi napušči, obsežnimi dvorišči in nekdanjimi konjskimi hlevi, so bile namenjene tovornikom ali »furmanom«. Tovrstna prometna dejavnost je zamrla ob izgradnji Južne železnice. 
Od leta 1867 do leta 1875 je bil v Planini sedež okrajnega sodišča, nato so ga preselili v Logatec.

### 20. stoletje
Že v 19. stoletju so domačini pričeli deliti Planino na Gornjo in Dolnjo, še bolj se je delitev uveljavila z uvedbo t.i. rapalske meje (v skladu z Rapalsko pogodbo), po prvi svetovni vojni, ki je naselje tudi fizično razdelila na dva dela, med Kraljevino Jugoslavijo in Kraljevino Italijo. Meja je namreč potekala skozi zahodni del naselja, ki je postalo obmejni kraj z različnimi mejnimi službami. 
Med drugo svetovno vojno so partizani požgali podružnično cerkev sv. Duha na Hribu nad Planino (glej: Župnija Planina pri Rakeku), 27. marca 1944 pa še dvorec Hošperk, ki ga je od leta 1846 imela v lasti rodbina Windischgrätz.
Velika katastrofa je naselje prizadela še zaradi eksplozije v kaplaniji poleg župnijske cerkve sv. Marjete in župnišča, v kateri je vojska hranila razna eksplozivna sredstva in mine. Zatem si Planina gospodarsko ni več opomogla. Največji udarec ponovnemu povojnemu razvoju naselja je pomenila izgradnja avtoceste A1 (gradnja odseka Vrhnika-Postojna je potekala v letih 1970-72), ta je povsem preusmerila prometne tokove proti morju in osamila Planino.

## Naravne in kulturno-zgodovinske znamenitosti
- Planinska jama
- Planinsko polje
- reka Unica
- dvorec Hošperk / Haasberg
- Mali grad
- Župnija Planina pri Rakeku

## Znane osebnosti
- Saša Frelih - Mišo (1947-2025), organist
- Rudolf Wrus (1871-1950), astronom in hotelir
- Miroslav Vilhar (1818-1871), skladatelj, politik in novinar
- Drago Tršar (1927-2023), kipar, profesor in akademik
- Dušan Tršar (*1937), kipar, profesor in dekan Akademije za likovno umetnost